# آموزش فلسفه (نشریه)
نشریه آموزش فلسفه، ژورنال علمی تخصصی همتاداوری شده دربارهٔ مباحث نظری و عملی آموزش و یادگیری فلسفه و آموزش فلسفه است. این ژورنال در سال ۱۹۷۵ به دست آرنولد ویلسون بنیانگذاری شد، و تا کنون بیش از ۲٬۵۰۰ مقاله و نقد در این زمینه منتشر کرده‌است. همکاران انتشار این مجله طیف وسیعی از فیلسوفان با زمینه‌ها و دیدگاه‌ها هستند، از جمله نورمن بویی، مایلز برند، پیتر کاوز، آنجلا دیویس، دانیل دنت، الدسر مک اینتایر، روزالیند لد، مایکل پریچارد، آنیتا سیلورز، و رابرت سلمن. این فصلنامه از طرف انجمن آموزش فلسفه توسط مرکز اسناد فلسفه منتشر می‌شود.